# Krásný Dvůr
Krásný Dvůr település Csehországban, Lounyi járásban. Krásný Dvůr Podbořany, Nepomyšl, Veliká Ves és Mašťov településekkel határos. Lakosainak száma 640 fő (2024. január 1.).

## Népesség
A település lakosságának változását az alábbi diagram mutatja:
| Lakosok száma | 2326 | 2481 | 2266 | 1080 | 978  | 718  | 706  | 680  | 636  | 640  |
|               | 1869 | 1890 | 1921 | 1950 | 1980 | 2001 | 2017 | 2019 | 2022 | 2024 |